# Petre Neagoș
Petre Neagoș (n. 1849, comuna Ocolul Șieului, comitatul Bistrița-Năsăud, Austro-Ungaria – d. 1930, comuna Șieuț-Bistrița, județul Bistrița-Năsăud, România) a fost un medic care a participat la Marea Adunare Națională de la Alba Iulia din 1918 alături de delegația districtului Mureș-Turda. 

## Date biografice
Petre Neagoș s-a născut în anul 1849 în comuna Ocolul Șieului, pe atunci în comitatul Bistrița-Năsăud. Era fiul învățătorului Neagoș, ucis de către revoluționarii maghiari în 1848 .

## Studii
A urmat școala primară din satul natal. Studiile liceale le-a definitivat la Năsăud, iar în anul 1871 a absolvit Facultatea de Medicină din cadrul Universității Franz Josef din Cluj .

## Viața și activitatea
După absolvirea Facultății de Medicină din Cluj, în anul 1871, a funcționat în comuna natală ca medic de „ocol”. În anul 1873, Petre Neagos, medic de „ocol” fiind, participă împreună cu alți medici la stoparea epidemiei de holeră. Datorită activității sale, autoritățile medicale superioare ungare îl vor decora cu „Medalia sanitară de aur”. Cât timp a profesat acesta a ținut mai multe conferințe educativ-culturale în satele ce aparțineau „ocolului” său sanitar. 
Totodată, activitatea lui nu s-a restrâns doar în mediul sanitar. A scris și a publicat în mai multe ziare și reviste, fiind pentru o perioadă îndelungată corespondent cultural al publicațiilor românești „Federațiunea”, „Familia”. În anul 1918, la vârsta de 69 de ani, acesta a participat la Marea Adunare Națională de la Alba Iulia din 1 decembrie, împreună delegația districtului Mureș-Turda. 
După pensionare a revenit în satul natal, stabilindu-se în casa surorii sale.
Moare în anul 1930, la vârsta de 81 de ani, fiind înhumat în cimitirul de pe dealul Coțofana din Șieuț.